# Сендай (залив)
Сендай (яп. 仙台湾 сэндай-ван) — залив на западе Тихого океана, вдаётся в восточный берег японского острова Хонсю на территории префектур Мияги и Фукусима. Залив имеет полукруглую форму и ограничен на востоке полуостровом Осика, на западе — мысом Уноомисаки. Из залива в берег вдаются залив Исиномаки и мелкая бухта Мацусима (глубиной до 2,5 м), знаменитая своими островами.
В залив впадают реки первого класса Нарусе, Китаками, Абукума и Натори, которые образовали аллювиальные равнины Исиномаки и Сендай. Речные и океанические воды приносят в залив большое количество питательных веществ, что приводит к обилию морских организмов. Начиная с 1980-х годов осенью в заливе набдлюдается нехватка кислорода.
Дно в северной части залива и к югу от островов Адзи покрыто илистыми осадками, в центральной части преобладает песок или гравелистый песок.
Мелководье в центральной части залива площадью 886 км² считается экологически или биологически значимой морской зоной (яп. 生物多様性の観点から重要度の高い海域), охраняются места нереста множество видов рыб. Подобным образом охраняются и ватты у устий Абукумы и Натори, там под охраной находятся множество видов рыб, беспозвоночных, млекопитающих и птиц.
Побережье залива сильно пострадало от цунами 2011 года.